# スロボダン・クルチュマレヴィッチ
スロボダン・クルチュマレヴィッチ（セルビア語: Слободан Крчмаревић, ラテン文字転写: Slobodan Krčmarević、1965年6月12日 - ）は、セルビア（旧ユーゴスラビア）の元サッカー選手、サッカー指導者。ポジションはフォワード。

## 経歴
パルチザン・ベオグラードの下部組織出身、OFKベオグラードで頭角を現し、キプロスでゴールを量産したストライカー。ユーゴスラビア代表ではUEFA EURO '92の本大会メンバーに選出されたがユーゴスラビア紛争の制裁として出場権を剥奪され、キャリアを通して代表での出場はなかった。指導者としてはU-21サッカーセルビア代表をUEFA U-21欧州選手権2009出場に導いた。